# Jugosławia na Zimowych Igrzyskach Olimpijskich 1968
Jugosławię na Zimowych Igrzyskach Olimpijskich 1968 reprezentowało 30 zawodników: 29 mężczyzn i jedna kobieta. Był to ósmy start reprezentacji Jugosławii na zimowych igrzyskach olimpijskich.

## Skład kadry

### Biegi narciarskie
Mężczyźni
| Zawodnik       | Konkurencja   | czas               | Pozycja            |
| -------------- | ------------- | ------------------ | ------------------ |
| Alojz Kerštajn | Bieg na 15 km | 52:31,7            | 40.                |
| Janez Mlinar   | Bieg na 15 km | 52:54,4            | 43.                |
| Mirko Bavče    | Bieg na 15 km | 53:10,7            | 45.                |
| Alojz Kerštajn | Bieg na 30 km | 1:46:09,5          | 44.                |
| Janez Mlinar   | Bieg na 30 km | 1:46:43,2          | 47.                |
| Mirko Bavče    | Bieg na 30 km | 1:47:48,9          | 49.                |
| Alojz Kerštajn | Bieg na 50 km | 2:43:54,1          | 35.                |
| Janez Mlinar   | Bieg na 50 km | Nie ukończył biegu | Nie ukończył biegu |

### Hokej na lodzie
Reprezentacja mężczyzn
| - Anton Jože Gale - Rudi Knez - Franc Razinger - Ivo Jan - Vlado Jug - Ivo Ratej - Viktor Ravnik - Janez Mlakar - Viktor Tišler |  | - Bogo Jan - Boris Renaud - Ciril Klinar - Albin Felc - Roman Smolej - Franc Smolej - Miroslav Gojanović - Rudi Hiti - Slavko Beravs |

Reprezentacja Jugosławii rozgegrała mecz w rundzie kwalifikacyjnej z reprezentacją Finlandii przegrywając 11:2 i tym samym wzięła udział w rozgrywkach grupy B (pocieszenia) turnieju olimpijskiego, zajmując w niej pierwsze miejsce. Ostatecznie reprezentacja Jugosławii zajęła 9. miejsce.

### Runda kwalifikacyjna
| 4 lutego 1968 | Finlandia | 11:2 | Jugosławia |  |

|  |  |  |  |  |

#### Grupa B
| Drużyna    | M | Mecze | Mecze | Mecze | Bramki | Bramki | Bramki | Pkt |
| Drużyna    | M | W     | R     | P     | +      | -      | +/-    | Pkt |
| ---------- | - | ----- | ----- | ----- | ------ | ------ | ------ | --- |
| Jugosławia | 5 | 5     | 0     | 0     | 33     | 9      | +24    | 10  |
| Japonia    | 5 | 4     | 0     | 1     | 27     | 12     | +15    | 8   |
| Norwegia   | 5 | 3     | 0     | 2     | 15     | 15     | 0      | 6   |
| Rumunia    | 5 | 2     | 0     | 3     | 22     | 23     | -1     | 4   |
| Austria    | 5 | 1     | 0     | 4     | 12     | 27     | -15    | 2   |
| Francja    | 5 | 0     | 0     | 5     | 9      | 32     | -23    | 0   |

Wyniki
| 7 lutego 1968 | Jugosławia | 5:1 | Japonia |  |

|  |  |  |  |  |

| 9 lutego 1968 | Jugosławia | 6:0 | Austria |  |

|  |  |  |  |  |

| 13 lutego 1968 | Jugosławia | 10:1 | Francja |  |

|  |  |  |  |  |

| 16 lutego 1968 | Jugosławia | 9:5 | Rumunia |  |

|  |  |  |  |  |

| 17 lutego 1968 | Jugosławia | 3:2 | Norwegia |  |

|  |  |  |  |  |

### Narciarstwo alpejskie
Mężczyźni
| Zawodnik      | Konkurencja | Konkurencja | Konkurencja       | Konkurencja       | Konkurencja   | Konkurencja   | Konkurencja             | Konkurencja             | Konkurencja             | Konkurencja             |
| Zawodnik      | Zjazd       | Zjazd       | Slalom gigant     | Slalom gigant     | Slalom gigant | Slalom gigant | Slalom specjalny        | Slalom specjalny        | Slalom specjalny        | Slalom specjalny        |
| Zawodnik      | Czas        | Pozycja     | Czas 1. przejazdu | Czas 2. przejazdu | Czas          | Pozycje       | Czas 1. przejazdu       | Czas 2. przejazdu       | Czas łączny             | Pozycja                 |
| ------------- | ----------- | ----------- | ----------------- | ----------------- | ------------- | ------------- | ----------------------- | ----------------------- | ----------------------- | ----------------------- |
| Andrej Klinar | 2:09,61     | 41.         | 1:55,89           | 1:56,94           | 3:52,83       | 52.           | Odpadł w kwalifikacjach | Odpadł w kwalifikacjach | Odpadł w kwalifikacjach | Odpadł w kwalifikacjach |
| Jože Gazvoda  | 2:10,51     | 47.         | 1:58,26           | 1:58,89           | 3:57,15       | 58.           | Odpadł w kwalifikacjach | Odpadł w kwalifikacjach | Odpadł w kwalifikacjach | Odpadł w kwalifikacjach |
| Blaž Jakopič  | 2:11,00     | 51.         | 1:53,77           | 1:54,77           | 3:48,54       | 43.           | 54,26                   | 1:03,22                 | 1:57,48                 | 28.                     |

Kobiety
| Zawodniczka  | Konkurencja | Konkurencja | Konkurencja   | Konkurencja   | Konkurencja       | Konkurencja       | Konkurencja      | Konkurencja      |
| Zawodniczka  | Zjazd       | Zjazd       | Slalom gigant | Slalom gigant | Slalom specjalny  | Slalom specjalny  | Slalom specjalny | Slalom specjalny |
| Zawodniczka  | Czas        | Pozycja     | Czas          | Pozycja       | Czas 1. przejazdu | Czas 2. przejazdu | Czas łączny      | Pozycja          |
| ------------ | ----------- | ----------- | ------------- | ------------- | ----------------- | ----------------- | ---------------- | ---------------- |
| Majda Ankele | 1:52,13     | 36.         | 2:02,44       | 29.           | 43,33             | 48,27             | 1:31,60          | 12.              |

### Skoki narciarskie
Mężczyźni
| Konkurencja            | Skoczek         | Skok 1        | Skok 1 | Skok 2        | Skok 2 | Nota  | Pozycja |
| Konkurencja            | Skoczek         | odległość     | Nota   | odległość     | Nota   | Nota  | Pozycja |
| ---------------------- | --------------- | ------------- | ------ | ------------- | ------ | ----- | ------- |
| Skocznia normalna K-70 | Ludvik Zajc     | 76,5          | 106,2  | 71,5          | 99,2   | 205,4 | 14.     |
| Skocznia normalna K-70 | Marjan Mesec    | 73,5          | 96,9   | 69,0          | 88,2   | 185,1 | 38.     |
| Skocznia normalna K-70 | Marjan Pečar    | 76,5          | 104,7  | 61,0          | 65,4   | 170,1 | 46.     |
| Skocznia normalna K-70 | Peter Eržen     | 73,0 (upadek) | 67,6   | 70,5          | 95,6   | 163,2 | 51.     |
| Skocznia duża K-90     | Ludvik Zajc     | 96,5          | 104,0  | 93,5          | 99,8   | 203,8 | 9.      |
| Skocznia duża K-90     | Marjan Pečar    | 91,0          | 93,8   | 81,5          | 79,0   | 172,8 | 39.     |
| Skocznia duża K-90     | Peter Štefančič | 94,0          | 94,0   | 85,0          | 79,4   | 173,4 | 38.     |
| Skocznia duża K-90     | Peter Eržen     | 96,0          | 103,8  | 87,5 (upadek) | 57,9   | 161,7 | 44.     |